# Staande golf

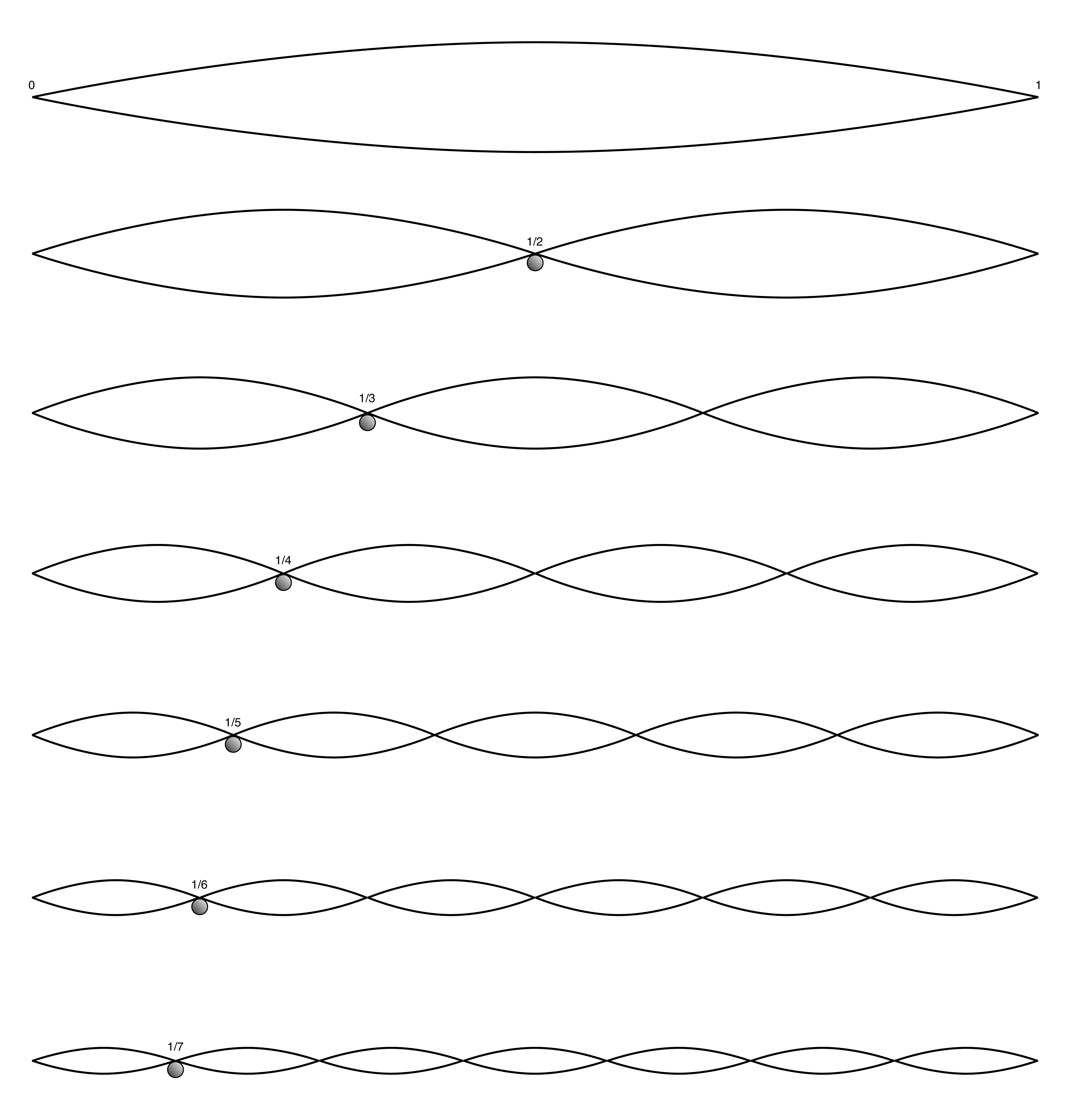
Staande golven, de grondtoon en zes boventonen

Een staande golf is een golfverschijnsel met op bepaalde plaatsen vaste punten, de knopen, dus waar de uitwijking nul is, en daartussen punten die maximale uitslag vertonen, de buiken. De knopen en buiken vormen een regelmatig patroon. In twee of drie dimensies kunnen de knopen en buiken hele lijnen of vlakken vormen. Alle punten in een staande golf gaan tegelijkertijd door de evenwichtspositie en aan weerszijden van een knoop is de richting van de uitwijkingen tegengesteld. Dit in tegenstelling tot een lopende golf, waarbij de punten na elkaar de evenwichtspositie passeren en er geen plaatsen langs de golf zijn met een amplitude die lokaal gelijk is aan nul, zoals in een knoop. Een staande golf kan veroorzaakt worden door interferentie van twee golven met gelijke frequentie en amplitude, maar tegengestelde voortplantingsrichting. De afstand tussen de knopen bedraagt de halve golflengte van de interfererende golven.
De uitwijking {\displaystyle u} als functie van plaats en tijd van een staande golf in een homogeen medium in één dimensie kan, in geschikte coördinaten, beschreven worden door de vergelijking:
{\displaystyle u(x,t)=A\sin(kx)\cos(\omega t)}
Daarin is {\displaystyle A} de maximale amplitude, {\displaystyle \omega } de hoekfrequentie en {\displaystyle k} het golfgetal. De knopen liggen in de punten {\displaystyle x=(2n+1)\pi /2} en de buiken in {\displaystyle x=n\pi }. In de buiken is {\displaystyle u(x,t)=A\cos(\omega t)}, dus een trilling met amplitude {\displaystyle A}.
De vergelijking voor de uitwijking kan afgeleid worden uit de vergelijkingen van twee interfererende golven met amplituden {\displaystyle A/2} en tegengestelde golfgetallen:
{\displaystyle u(x,t)={\tfrac {1}{2}}A\cos(\omega t-kx)+{\tfrac {1}{2}}A\cos(\omega t+kx)=A\cos(kx)\cos(\omega t)}
In een buik, waar de golven elkaar versterken, is de amplitude dus gelijk aan {\displaystyle A}.

## Ontstaan van een staande golf
Een eenvoudige staande golf kan ontstaan als een golf tegen twee vaste punten gereflecteerd wordt. Een voorbeeld is een geluidsgolf in een gesloten pijp. Door interferentie dooft op bepaalde punten de amplitude uit, op andere punten wordt de amplitude versterkt. In het geval van een gesloten pijp treedt er een staande golf op als de golflengte gelijk is aan 2× de lengte van de pijp, ofwel als de halve golflengte gelijk is aan de lengte van de pijp. Ook golven met een kleinere golflengte kunnen een staande golf veroorzaken, mits de golflengte 'past' bij de lengte van de pijp, zoals golflengten van 1× de lengte van de pijp en van 2/3 × de lengte van de pijp, etc. Een staande golf kan dus alleen maar optreden indien er sprake is van resonantie. Andere golven die in de pijp lopen, bijvoorbeeld door excitatie van buitenaf, blijven ofwel een lopende golf, ofwel doven ze snel uit. Dit laatste treedt op als de excitatie van buitenaf stopt.
Een orgel werkt op dit principe. De pijpen van het orgel worden aangeblazen met lucht. Daarbij ontstaat geluid van alle frequenties, met alle golflengtes. Alleen het geluid met een golflengte die past op de lengte van de orgelpijp, kan blijven bestaan.
Bovenstaande voorbeelden gelden voor eendimensionale systemen. Staande golven kunnen echter ook optreden in twee dimensies (een trillende plaat) of in drie dimensies (binnen de klankkast van een strijkinstrument, of in een badkamer met een zanger onder de douche). In grotere ruimtes kunnen vooral bij lage frequenties (langere golflengten) staande golven optreden. Dan kunnen vreemde hoorbare effecten optreden. In een hoek van de kamer wordt dan wel iets gehoord, in het midden wellicht geheel niets (daar bevindt zich dan een knoop).
Een schematische tekening van een staande golf:
Een animatie van de golfbeweging:

## Soorten staande golven
Staande golven kunnen ontstaan in ieder medium dat in trilling wordt gebracht.

### Geluid
In de eerste plaats kunnen staande golven geluidsgolven zijn. Een visueel voorbeeld van een staande golf is te zien bij akoestische reflectiedemper.
Tussen twee wanden die parallel staan kan een geluidsgolf met een golflengte die exact gelijk is aan de afstand tussen de twee wanden zichzelf versterken, resoneren.  Deze resonantie is bij rechthoekige vormen sterker dan bij vormen waarbij de wanden niet parallel staan. De eerste harmonische boventoon heeft een golflengte die 2× tussen de wanden past. Deze toon noemt men in de muziek het octaaf. De 2e boventoon past 3× tussen de wanden, de 3e boventoon 4×, etc. Naarmate de boventoon hoger wordt neemt de versterking ervan af. Zowel luidsprekerkasten als kamers kunnen op deze manier de tonen beïnvloeden.
De meeste luidsprekerkasten hebben twee of meer parallelle wanden, waartussen staande golven kunnen ontstaan. Staande golven ontstaan als de afstand tussen twee wanden even groot is of een veelvoud van de halve golflengte van een geluidsgolf. Zeer lage tonen met een relatief lange golflengte zullen dus in een relatief kleine kast geen staande golven kunnen opwekken. Maar dat verandert met het stijgen van de toonhoogte doordat de golflengte afneemt.
Staande golven hoeven niet storend te zijn. Ze worden pas storend in het geluidsbeeld als er clusters van staande golven ontstaan bij bepaalde toonhoogten. Zo is in onderstaande grafiek te zien dat in de buurt van 435 Hz, 545 Hz en 710 Hz clusters van staande golven ontstaan. En die kunnen erg storend zijn voor het geluidsbeeld. De kast klinkt niet goed. Zoals in de eerste grafiek te zien is neemt logischerwijze het aantal staande golven toe met de frequentie. Boven de 1000 Hz zijn die goed weg te werken met efficiënte demping van de kast, maar onder de 1000 Hz is dat nauwelijks mogelijk.
Hoe zijn dergelijke clusters dan te voorkomen? Door de kast goed te dimensioneren. In onderstaande grafiek is één zijde van de kast 4 cm korter gemaakt, en zoals te zien is is het resultaat al veel beter. De staande golven zijn beter over het frequentiespectrum verspreid en daardoor nauwelijks meer waarneembaar in het geluidsbeeld. Door nauwkeuriger dimensionering van deze kast kan het resultaat nog beter worden.
Akoestische golven kunnen beschreven worden door de verplaatsing van de luchtdeeltjes, maar ook door de variaties in de druk. Beide verschijnselen zijn gekoppeld. In een staande golf zijn de buiken van de druk de knopen van de snelheid, en omgekeerd de knopen van de druk de buiken van de snelheid.

### Vloeistof
Staande golven kunnen in water of andere vloeistoffen optreden. Soms zijn deze te zien in een propellervliegtuig, in een kopje koffie op een trillende tafel. Maar staande golven kunnen ook in grotere holtes gevuld met vloeistof optreden, bijvoorbeeld in een tanker. In een golfslagbad wordt soms een staande golf waargenomen. Op de ene plek zijn de golven dan aanzienlijk hoger dan op een andere plek. Dit kan echter ook komen doordat de golven uitdoven, of doordat de diepte van het zwembad van plaats tot plaats verschilt.
Clapotis is een staande golf die ontstaat door weerkaatsing van een golftrein tegen een kade, kust of andere golftrein. In het laatste geval treedt een stroomrafeling op.

## Mechanische trillingen
Mechanische trillingen zoals die bijvoorbeeld in een snaar optreden, zullen over het algemeen ook staande golven zijn. Ook in complexere mechanische systemen kunnen staande golven optreden. Door de aanwezige demping in de meeste mechanische systemen treden echter meestal alleen lopende golven op.

## Elektromagnetische straling
In sommige situaties kunnen er ook met elektromagnetische straling staande golven optreden. Een bekend voorbeeld is de magnetronoven, waarin staande golven tot onregelmatige opwarming kunnen leiden. Om dit te voorkomen is meestal een draaiplateau aanwezig waardoor het op te warmen materiaal zich afwisselend in de knopen en buiken bevindt. 
Elektromagnetische straling kan beschreven worden door het elektrische veld, maar ook door het magnetische veld. Beide velden zijn gekoppeld. In een staande golf zijn de buiken van het elektrische veld de knopen van het magnetische veld, en omgekeerd zijn de knopen van het elektrische veld de buiken van het magnetische veld. 

## Quasi staande golven
In veel praktische situaties is er niet sprake van strikt staande golven. Als gevolg van vermogensverlies bij reflectie zal de gereflecteerde golf niet exact dezelfde amplitude hebben als de heengaande, waarmee interferentie plaatsvindt. Soms ook zal bij de reflectie een aanzienlijk deel van het vermogen geabsorbeerd worden, zodat de gereflecteerde golf een aanmerkelijk kleinere amplitude heeft. Er ontstaat dan een staande golf met daarop gesuperponeerd een lopende, hetgeen tot uiting komt in een lopend golfverschijnsel waarvan de amplituden variëren volgens een vast golfvormig patroon langs de golf. Dit patroon kan ook opgevat worden als de superpositie van twee staande golven die zowel in tijd als in plaats uit fase zijn. Dit kan als volgt beschreven worden: twee golven met gelijke frequentie en golfgetal, maar verschillende amplituden A en B interfereren met elkaar:
{\displaystyle u(x,t)=A\cos(\omega t-kx)+B\cos(\omega t+kx)=}
{\displaystyle ={\begin{matrix}{\frac {1}{2}}\end{matrix}}(A+B)\{\cos(\omega t-kx)+\cos(\omega t+kx)\}+{\begin{matrix}{\frac {1}{2}}\end{matrix}}(A-B)\{\cos(\omega t-kx)-\cos(\omega t+kx)\}}
{\displaystyle =(A+B)\cos(kx)\cos(\omega t)+(A-B)\sin(kx)\sin(\omega t)},
dus met twee termen die elk een staande golf voorstellen.
Er zijn nu geen knopen meer, maar plaatsen met minimale en plaatsen met maximale amplitude, die de amplituden zijn van de beide onderliggende staande golven. De verhouding van deze twee wordt de staande-golfverhouding genoemd, meestal aangeduid met de Engelse afkorting SWR (standing wave ratio).